# Physalis longiloba
Physalis longiloba là loài thực vật có hoa trong họ Cà. Loài này được O. Vargas, M. Martínez & Dávila mô tả khoa học đầu tiên năm 2001.